# Edward Kewley

a Compétitions nationales et continentales officielles uniquement.

b Matchs officiels uniquement.
Edward Kewley, né le 20 juin 1852 à Farnham Royal (Angleterre) et mort le 17 avril 1940 à Winchester (Angleterre), est un joueur de rugby à XV et de cricket anglais. Il dispute sept rencontres avec l'équipe d'Angleterre de rugby à XV entre 1874 et 1877 et en est le capitaine à trois reprises. Il compte une apparition en first-class cricket avec le Lancashire.

## Biographie
Edward Kewley est né le 20 juin 1852 à Farnham Royal (Angleterre) d'un père, Thomas Kewley, curé de Farnham Royal, et de son épouse Jane. Il va à l'école au Marlborough College et quand il termine sa scolarité, il se déplace dans le comté d'origine de son père le Lancashire pour y poursuivre une carrière dans l'industrie du coton. La forme de style de rugby enseigné à Marlborough dans les années 1870 favorise l'utilisation du pied et du dribble au pied plutôt que l'usage des mains. Le sport n'est pas régi par des règles précises et de nombreuses variantes existent alors. C'est seulement lors de la mise en place de la Rugby Football Union en 1871 qu'est créé un jeu normé avec des règles établies.

## Bilan sportif

### Rugby à XV
Edward Kewley pratique le rugby football avec le club de Liverpool Football Club, l'un des plus vieux clubs de rugby. Le club est créé en 1857 et fait le choix du code du rugby plutôt que du football. Le club est souvent confondu avec le club de football, Liverpool FC, ils n'ont aucun lien.  
Edward Kewley a honoré sa première cape internationale en équipe d'Angleterre comme avant (un des quatorze avants pour vingt joueurs en tout) à l'occasion de la quatrième rencontre internationale de l'équipe d'Angleterre de rugby à XV, qui a lieu contre l'Écosse le 23 février 1874. Ce n'est pas seulement le quatrième match de l'Angleterre, mais également la quatrième rencontre internationale jamais disputée. Edward Kewley joue à cinq reprises contre l'Écosse et deux fois en 1875 et 1877 contre l'Irlande. 
Le 5 février 1877, il est le capitaine de l'équipe d'Angleterre qui affronte l'Irlande, avec la nouvelle règle limitant le nombre de joueurs à quinze par équipe. 
- 7 sélections en équipe d'Angleterre
- Sélections par année : 1 en 1874, 2 en 1875, 1 en 1876, 2 en 1877, 1 en 1878

### Cricket
Edward Kewley compte une apparition en first-class cricket avec le Lancashire County Cricket Club, en 1875 contre le Kent.